# عماد الدين أديب
عماد الدين عبد الحي أديب (مواليد 1955)، إعلامي ورجل أعمال مصري. يمتلك شركة إنتاج فني في مصر وهي جود نيوز التي قدمت بعض الأفلام المثيرة للجدل مثل عمارة يعقوبيان وفيلم حسن ومرقص.
رُشح في فبراير 2011 لمنصب وزير الإعلام في حكومة أحمد شفيق لتسيير الأعمال التي تلت تخلي حسني مبارك عن الرئاسة المصرية وتولي المجلس العسكري حكم البلاد لفترة انتقالية، ليرفض الترشيح مبررا الأمر ب«قناعته بعدم وجود وزارة إعلام في الدول الديمقراطية».

## حياته الشخصية
عماد الدين هو الابن الأكبر للسيناريست والكاتب الراحل عبد الحي أديب وشقيق الإعلامي عمرو أديب والمخرج عادل أديب، سبق له الزواج من الإعلامية هالة سرحان، والزوجة الثانية هالة قورة وحالياً متزوج من الممثلة المصرية مروة حسين.

## لقاؤه المتلفز مع مبارك
في 27 أبريل 2005 أجرى حوارا تلفزيونياً مطولا مع الرئيس المصري السابق محمد حسنى مبارك. وكان الحوار تحت اسم «كلمة للتاريخ». اللقاء المُعد سلفاً استغرق سبع ساعات كاملة، تم عرضها على مدار ثلاثة أيام على التلفزيون المصري والقناة الفضائية المصرية.
وانتظر المصريون بتفاؤل وحذر وبعض الشك اللقاء خاصة عندما أعلنت جريدة «الأهرام» أن مبارك سيفجر مفاجأة كبرى إلى جانب العديد من المفاجآت الأخرى في مقابلته المنتظرة. وحيث أن الإعلان عن هذا اللقاء كان مع اقتراب الانتخابات الرئاسية التعددية الأولى في مصر، فقد توقع المصريون أن تتعلق المفاجأة المزعومة بالانتخابات، أو أن يناقش اللقاء أوضاع الديمقراطية في مصر، إلا أن الحديث لم يتطرق إلى أي أمور معاصرة تخص الدولة ونظامها السياسي، وانحصر الحديث في الحياة الشخصية لمبارك والفترة التاريخية التي عاصرها، مما تسبب في انتقادات تلت عرض البرنامج.[بحاجة لمصدر]

## حياته الاعلامية
1. بدأ مشواره مع الصحافة منذ أن كان طالبا في كلية الإعلام، حيث أجرى حوار مع الرئيس الراحل أنور السادات والأديب الكبير نجيب محفوظ.
2. عمل في جريدة صوت الجامعة التي كانت تصدر من كلية الإعلام والتي كانت تحت إشراف جلال الدين الحمامصي.
3. بدأ مشواره الصحفي مع جريدة الأهرام.
4. رأس تحرير مجلة المجلة اللندنية.
5. قام بتأسيس مؤسسة «الصحفيون المتحدون» والتي صدر منها: مجلة العالم اليوم، مجلة كلام الناس، مجلة آدم اليوم.
6. مؤسس مؤسسة «جود نيوز» للإنتاج الفني.
7. مقدم برنامج على الهوا على قناة اليوم أحد قنوات ألفا التابعة لشركة أوربت والذي يعد من أشهر برامج أوربت والذي تم إيقافه مؤخرا لاستيفائه الفترة الأطول والذي قدمت أواخره الإعلامية مريم زكي.
8. يقدم الآن برنامج «بهدووء» على سي بي سي واُذيعت أول حلقة منه في 2 فبراير.[3][4]

## وصلات خارجية
- عماد الدين أديب على موقع IMDb (الإنجليزية)
- عماد الدين أديب على موقع الدهليز
- عماد الدين أديب على موقع قاعدة بيانات الأفلام العربية